# Stellenbosch (gemeente)
Gemeente Stellenbosch (Afrikaans: Stellenbosch Plaaslike Munisipaliteit, Xhosa: uMasipala weNgingqi yeStellenbosch, Engels: Stellenbosch Local Municipality) is een Zuid-Afrikaanse gemeente in het district Kaapse Wijnlanden van de provincie West-Kaap. De gemeente ligt ten oosten van Kaapstad en had in 2011 155.733 inwoners op haar 831 km² grondgebied.
Volgens de nieuwe census 2022 was het inwonertal van de fusiegemeente Stellenbosch in 2022 gegroeid naar 175.411.. Daarvan gaven 66.315 (37,8%) van de inwoners aan dat ze tot de kleurlingenbevolking hoorden. 64.902 (37%) telden zich bij de zwarte bevolkingsgroep en 40.819 mensen (23,3%) rekenden zich bij de witte bevolkingsgroep. 
In 2022 gaf 52,54 % van de bevolking aan het Afrikaans als thuistaal te spreken. 30,82 % verklaarde het Xhosa te spreken en 11,5 % sprak het Engels als thuistaal.

## Hoofdplaatsen
Stellenbosch is op zijn beurt nog eens verdeeld in 10 hoofdplaatsen (Afrikaans: nedersettings) en de hoofdstad van de gemeente is de hoofdplaats Stellenbosch.  
- Franschhoek
- Jamestown
- Kayamandi
- Klapmuts
- Kylemore
- Languedoc
- Pniel
- Robertsvlei
- Stellenbosch
- Wemmershoek

## Politiek
| Gemeenteraadsverkiezingen 18 mei 2011      | Gemeenteraadsverkiezingen 18 mei 2011 | Gemeenteraadsverkiezingen 18 mei 2011 | Uitslag 2006 | Uitslag 2006 |
| ------------------------------------------ | ------------------------------------- | ------------------------------------- | ------------ | ------------ |
| Partij                                     | Stemmen in %                          | Zetels                                | Stemmen in % | Zetels       |
| Democratic Alliance/Demokratiese Alliansie | 59,69                                 | 25                                    | 41,39        | 15           |
| African National Congress                  | 24,93                                 | 11                                    | 42,04        | 16           |
| Stellenbosch Civic Association             | 6,13                                  | 3                                     | -            | -            |
| Congress of the People                     | 1,96                                  | 1                                     | -            | -            |
| National People's Party                    | 1,45                                  | 1                                     | -            | -            |
| Stellenbosch People's Alliance             | 1,26                                  | 1                                     | -            | -            |
| African Christian Democratic Party         | 1,13                                  | 1                                     | 4,80         | 2            |
| United Democratic Movement                 | 0,52                                  | 0                                     | 1,91         | 1            |
| Kayamandi Community Alliance               | 0,36                                  | 0                                     | 2,43         | 1            |
| Independent Democrats (opgegaan in DA)     | -                                     | -                                     | 4,47         | 2            |
| Overigen                                   | 2,57                                  | 0                                     | ?            | 0            |
| Opkomst                                    | 62,62                                 | 43                                    | ?            | 37           |

- Burgemeester: Conrad Sidego - Democratic Alliance/Demokratiese Alliansie
- Locoburgemeester: Martin Smuts - Democratic Alliance/Demokratiese Alliansie
- Burgemeesterscomité: DA
- Gemeenteraadvoorzitter: Cyril Jooste - Democratic Alliance/Demokratiese Alliansie